# أليخاندرا روبلس
أليخاندرا روبلس (بالإسبانية: Alejandra Robles) هي مغنية مؤلفة مكسيكية، ولدت في 28 نوفمبر 1978.

## وصلات خارجية
- الموقع الرسمي
- أليخاندرا روبلس على موقع ميوزك برينز (الإنجليزية)